# Трытек, Пётр
Пётр Трытек (пол. Piotr Trytek, родился 16 октября 1971) — генерал дивизии Вооружённых сил Польши, командир 11-й бронекавалерийской дивизии с 2020 года, командир 12-й механизированной бригады имени генерала брони Юзефа Халлера в 2017—2019 годах.

## Биография
Родился 16 октября 1971 года. Окончил Высшую офицерскую школу механизированных войск в 1994 году и Академию Национальной обороны Польши в 2002 году (факультет сухопутных войск, командно-штабное направление). Послевузовское образование получал в Академии Национальной обороны (2013 год, специальность «стратегическо-оперативное направление») и Академии военного искусства (2018 год, специальность «оборонная политика»).
Воинскую службу начал в 1994 году как командир взвода 6-го механизированного полка в Валче. С 1995 года — командир роты 2-й механизированной бригады легионов имени маршала Юзефа Пилсудского в Валче. В 2002 году после окончания учёбы в Академии Национальной обороны направлен в штаб 6-й бронекавалерийской бригады в Старгарде. В 2003 году — заместитель командира батальона 2-й механизированной бригады. В 2006 году нёс службу в составе 6-й волны Польского военного контингента в Ираке, будучи начальником оперативного отделения. В 2007 году стал начальником штаба 2-й механизированной бригады, пост занимал до декабря 2012 года. В 2008—2009 годах нёс службу в составе 4-й волны Польского военного контингента в Афганистане на посту заместителя главы контингента. В 2013 году после окончания учёбы в Академии национальной обороны назначен заместителем командира 2-й механизированной бригады. В 2014 году — начальник отдела планирования задействования вооружённых сил в Генеральном штабе Войска польского в Варшаве.
1 января 2017 года согласно распоряжению Министерства национальной обороны Польши Трытек был назначен командующим 12-й механизированной бригады имени генерала Юзефа Халлера в Щецине. 15 августа 2018 года постановлением Президента Польши от 1 августа 2018 года произведён в генералы бригады, соответствующий акт принял из рук президента Анджея Дуды. 4 февраля 2019 года назначен заместителем начальника Отдела планирования и программирования использования Вооружённых сил в Генеральном штабе Войска польского в Варшаве. 1 октября 2020 года принял пост командира 11-й бронекавалерийской дивизии.
1 марта 2021 года в рамках мероприятий в Национальный день памяти «отверженных солдат» Президент Польши Анджей Дуда присвоил Петру Трытеку звание генерала дивизии. 28 октября 2022 года Трытек был назначен Миссией Европейского Союза по содействию Украине ответственным за обучение украинских солдат в Европе.
Женат, есть двое детей. Интересуется проблемами, связанными с обеспечением безопасности, и военной историей.

## Воинские звания
- младший лейтенант (1994)
- лейтенант (1997)
- капитан (2001)
- майор (2003)
- подполковник (2007)
- полковник (2013)
- генерал бригады (15 августа 2018)[1]
- генерал дивизии (1 марта 2021)[5]

## Награды

### Ордена и медали
- Серебряная медаль «За долголетнюю службу» (награда Президента Польши)
- Звезда Ирака[пол.] (награда Президента Польши)
- Звезда Афганистана[пол.] (2013, награда Президента Польши)
- Золотая медаль «За заслуги в обеспечении обороноспособности страны»
- Серебряная медаль «За заслуги в обеспечении обороноспособности страны»
- Бронзовая медаль «За заслуги в обеспечении обороноспособности страны»
- Золотая медаль «Вооружённые силы на службе Родине» (награда Министра национальной обороны)
- Серебряная медаль «Вооружённые силы на службе Родине»
- Бронзовая медаль «Вооружённые силы на службе Родине»
- Памятная медаль Международной дивизии «Центр-Юг» в Ираке[пол.]
- Похвальная медаль Армии США
- Медаль 100-летия образования Генерального штаба Войска Польского[пол.]

### Знаки отличия
- Значок парашютиста Воздушно-десантных войск[пол.] (1993)
- Золотой воинский знак физической подготовки[пол.] (1995)
- Памятный знак 6-го механизированного полка[пол.] (2000)
- Знак выпускника Академии Национальной обороны Польши (2002)
- Памятный знак 6-й бронекавалерийской бригады[пол.] (2003)
- Памятный знак 2-й механизированной бригады[пол.] (2006)
- Знак выпускника последипломных оперативных курсов Академии Национальной обороны Польши (2013)
- Памятный знак Генерального штаба Войска польского (2016)
- Памятный знак 12-й механизированной бригады[пол.] (2017)
- Памятный знак 2-го Старгардского сапёрного батальона[пол.] (2017)